# Hans Richter (dyrygent)
Hans Richter, właśc. Johann Baptist Isidor Richter (ur. 4 kwietnia 1843 w Győrze, zm. 5 grudnia 1916 w Bayreuth) – austriacki dyrygent pochodzenia węgierskiego.

## Życiorys
Pochodził z rodziny muzycznej, jego ojciec Anton Richter (1802–1854) był organistą i kapelmistrzem katedry w Győrze, matka Josefine z d. Czasensky (1822–1892) śpiewaczką operową. Jako dziecko uczył się gry na fortepianie, później także organach i kotłach. Po śmierci ojca w 1854 roku został posłany do Wiednia, gdzie kształcił się w Löwenburg-Konvikt i śpiewał w kapeli nadwornej. W latach 1860–1865 uczył się w konserwatorium wiedeńskim u Simona Sechtera (teoria), Carla Heisslera (skrzypce) i Wilhelma Kleineckego (róg). Jako dyrygent debiutował w 1865 roku w rodzinnym Győrze.
W 1866 roku poznał Richarda Wagnera, z którym nawiązał długoletnią przyjaźń i współpracę artystyczną, z jego polecenia został chórmistrzem (1867) i dyrygentem (1868) orkiestry Hof- und Nationaltheater w Monachium, a w latach 1871–1875 był kapelmistrzem teatru narodowego w Peszcie. Pełnił funkcję dyrygenta Filharmoników Wiedeńskich (1875–1898) i koncertów Gesellschaft der Musikfreunde (1880–1890) oraz dyrygenta orkiestry (1878–1893) i dyrektora muzycznego (1893–1897) wiedeńskiej Hofoper. Dyrygował brukselską premierą Lohengrina w 1870 roku. Brał udział w organizacji festiwalu w Bayreuth, angażował do niego śpiewaków i instrumentalistów, a na inauguracji festiwalu w 1876 roku dyrygował prapremierowym wykonaniem tetralogii Pierścień Nibelunga.
Od 1877 roku odbywał podróże koncertowe do Wielkiej Brytanii, popularyzując muzykę Wagnera. W latach 1879–1897 dyrygował Orchestral Festival Concerts w Londynie, w latach 1885–1911 prowadził także festiwale w Birmingham. Od 1899 do 1911 roku dyrygował orkiestrą The Hallé, a od 1904 do 1911 roku London Symphony Orchestra. W latach 1903–1910 przygotował serię przedstawień oper Wagnera w Covent Garden Theatre. Otrzymał doktoraty honoris causa uniwersytetów w Oksfordzie (1885) i Manchesterze (1902). Odznaczony krzyżem oficerskim (1904) i komandorskim (1907) Królewskiego Orderu Wiktoriańskiego.

## Dorobek
Ceniony był przede wszystkim jako interpretator dzieł Richarda Wagnera. W swojej działalności dyrygenckiej wykorzystywał swoją umiejętność gry na wielu instrumentach, umożliwiającą mu stawianie muzykom wysokich wymagań. Miał doskonałą pamięć muzyczną, podczas jednego z przedstawień Śpiewaków norymberskich w 1868 roku zastąpił chorego śpiewaka, a podczas prawykonania Idylli Zygfryda w 1870 roku wykonał partie trąbki i altówki.
Oprócz dzieł Wagnera dyrygował także operami Mozarta, Cherubiniego, Belliniego, Donizettiego, Verdiego, Aubera, Bizeta i Gounoda. Propagował twórczość Johannesa Brahmsa, Antona Brucknera i Antonína Dvořáka, dyrygował prawykonaniami II (1877) i III (1883) symfonii Brahmsa oraz IV (1881) i VIII (1892) symfonii Brucknera. Dvořák zadedykował Richterowi swoją VI Symfonię, a Edward Elgar swoją I Symfonię, Richter z kolei poprowadził premierowe wykonania utworów Elgara: Enigma Variations (1899) i The Dream of Gerontius (1900).